# Савјет министара Босне и Херцеговине
Савјет министара Босне и Херцеговине (бош./хрв. Vijeće ministara Bosne i Hercegovine), колоквијално Влада Босне и Херцеговине орган је извршне власти Босне и Херцеговине.
Предсједавајућег Савјета министара именује Предсједништво, а потврђује Представнички дом Парламентарне скупштине. Предсједавајући Савјета министара затим именује министре који ступају на дужност након што их потврди Представнички дом.

## Надлежности
Савјет министара је одговоран за спровођење смјерница и одлука у сљедећим областима: спољна политика, политика спољне трговине, царинска и монетарна политика, финансије институција државе Босне и Херцеговине и њене међународне финансијске обавезе, политика имиграције, избјеглица и азила и регулација ових области, међународна и међуентитетска примјена кривичних закона укључујући и односе са Интерполом, успостављање и управљање општом и међународном комуникационом опремом, уређивање међуентитетског саобраћаја, контрола авиосаобраћаја, подршка међуентитетском усклађивању, као и по другим питањима која договоре ентитети.

## Министарства
Савјет министара Босне и Херцеговине чини сљедећих девет министарстава:
- Министарство спољних послова
- Министарство спољне трговине и економских односа
- Министарство финансија и трезора
- Министарство комуникација и саобраћаја
- Министарство цивилних послова
- Министарство за људска права и избјеглице
- Министарство правде
- Министарство безбједности
- Министарство одбране.

Осим министарстава, Савјет министара има и сљедећих пет сталних тијела: Генерални секретаријат, Одбор за економију, Одбор за унутрашњу политику, Дирекција за европске интеграције Босне и Херцеговине и Канцеларија за законодавство.

### Садашњи састав Вијећа министара
Садашњи сазив Вијећа министара је:
| Министар          | Функција                                                                                | Странка                            |
| ----------------- | --------------------------------------------------------------------------------------- | ---------------------------------- |
| Борјана Кришто    | Предсједавајућа Савјета министара                                                       | ХДЗ БиХ                            |
| Сташа Кошарац     | Замјеник предсједавајуће Савјета министара Министар спољне трговине и економских односа | СНСД                               |
| Зукан Хелез       | Замјеник предсједавајуће Савјета министара Министар одбране                             | СДП БиХ                            |
| Елмедин Конаковић | Министар спољних послова                                                                | Народ и правда                     |
| Срђан Амиџић      | Министар финансија и трезора                                                            | СНСД                               |
| Един Форто        | Министар комуникација и транспорта                                                      | Наша странка (Босна и Херцеговина) |
| Севлид Хуртић     | Министар за људска права и избјеглице                                                   | БХ Зелени                          |
| Давор Буноза      | Министар правде                                                                         | ХДЗ БиХ                            |
| Ненад Нешић       | Министар безбједности                                                                   | ДНС                                |
| Дубравка Бошњак   | Министар цивилних послова                                                               | ДНС                                |